# Луис Ислас
Луис Ислас (на испански: Luis Islas) е аржентински футболист, вратар и треньор.

## Кариера
Ислас започва кариерата си като вратар в Чакарита Хуниорс в началото на 1980-те. Той си спечелва псевдонима ел локо (луд) заради своя усет и темперамент.
В края на 1982 г. Ислас преминава в Естудиантес. Там той печели титлата на националния шампионат през 1983 г. След това е трансфериран в Индепендиенте през 1986 г. и играе там в продължение на 2 години. След това заминава за Атлетико Мадрид през 1988 г., но не играе и отива в Логроньос. Приключва кариерата си в Индепендиенте през 2003 г.

## Отличия

### Отборни
Естудиантес
- Примера дивисион: 1983 (Н)

Индепендиенте
- Примера дивисион: 1994 (К)
- Суперкопа Судамерикана: 1994
- Рекопа Судамерикана: 1995

### Международни
Аржентина
- Световно първенство по футбол: 1986
- Купа на конфедерациите: 1992
- Копа Америка: 1993